# Мария Киркова (кмет на Харманли)
Мария Иванова Киркова е български политик и икономист от ГЕРБ, от 2015 г. е кмет на община Харманли. Има две деца.

## Биография
Родена е на 17 март 1960 г. Завършва висше образование в Университета за национално и световно стопанство, магистър по икономика.

### Политическа дейност
През 2006 г. тя става член на ГЕРБ. До избирането ѝ за кмет през 2015 г. има счетоводна фирма.
На местните избори през 2015 г. е кандидат за кмет от ГЕРБ на община Харманли. На проведения първи тур получава 4839 гласа (или 40,22%) и се явява на балотаж с тогавашния кмет Михаил Лисков от БСП, който получава 4866 гласа (или 40,45%). На провелия се втори тур тя печели с 7008 гласа (или 57,70%).
На местните избори през 2019 г. е кандидат за кмет от ГЕРБ на община Харманли. От провелия се първи тур от изборите е избрана за кмет, като получава 5622 гласа (или 56,90%).
На местните избори през 2023 г. е кандидат за кмет от ГЕРБ на община Харманли. От провелия се първи тур от изборите е избрана за кмет, като получава 4346 гласа (или 55,65%).